# ایرا (آمل)

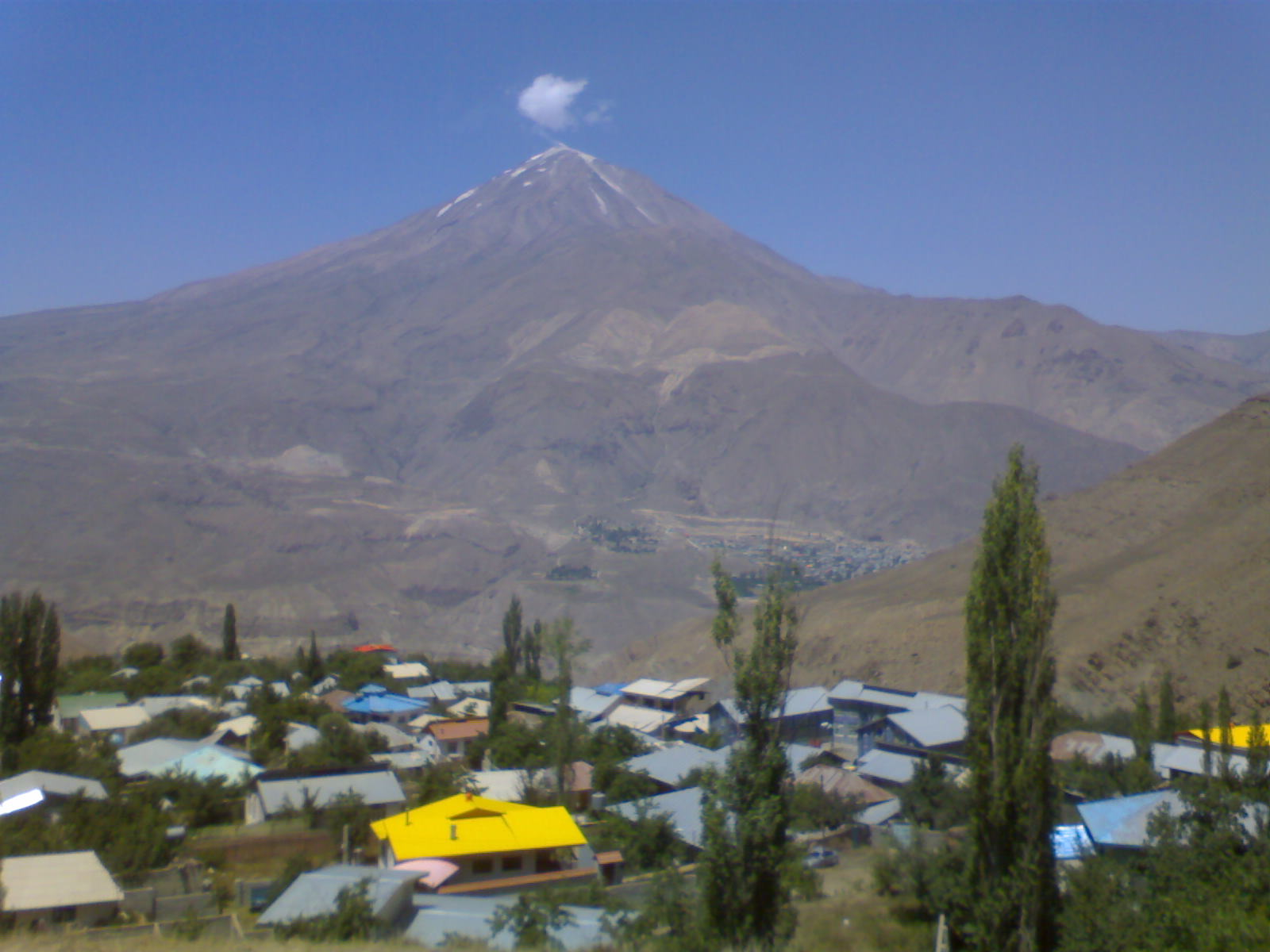
دماوند از نمای روستای ییلاقی ایرا لاریجان

ایرا، از روستاهای بخش لاریجان شهرستان آمل می‌باشد که در مقابل آن، به سمت شمال؛ شهر رینه، در پائین دست آن روستای آب اسک، در سمت شرق آن روستاهای نوا و نیاک و جنوب آن روستای لاسم واقع شده‌است.

## جمعیت
براساس سرشماری سال ۱۳۹۵جمعیت آن ۶۹ نفر (۲۹ خانوار) بوده‌است.
بیشتر جمعیت این روستای ییلاقی به صورت خوش‌نشین بوده و در فصول سرد سال در شهر آمل ساکن می‌باشند.

## مختصات جغرافیایی
روستای ییلاقی ایرا، با مختصات عرض جغرافیایی ۳۵ درجه و ۵۱ دقیقه و طول جغرافیایی ۵۲ درجه و ۱۰ دقیقه وارتفاع ۲۱۶۰ متر از سطح دریا در جنوب شرقی قلّه دماوند قرار گرفته‌است.
این روستا، از روستاهای بخش بالا لاریجان شهرستان آمل می‌باشد که در مقابل آن، به سمت شمال؛ شهر رینه، در پائین دست آن روستای اسک، در سمت شرق آن روستاهای نوا و نیاک و جنوب آن روستای لاسم واقع شده‌است.

## آب و هوا
دارای آب و هوایی کوهستانی و خشک در تابستان و سرد و به شدت برفی در زمستان می‌باشد. موقعیّت جوّی و آب و هوایی روستا موجب شده‌است تا بیشتر اهالی به صورت خوش‌نشین و در ماه‌های گرم سال خصوصاً مرداد و شهریور به روستا آمده و از آب و هوای مطبوع آن لذّت کافی را ببرند. اکثر اهالی بقیه فصل‌های سال را در شهر آمل ساکن و مشغول به کسب درآمد می‌باشند و عده کمی نیز ساکن در شهرهای دیگر می‌باشند.

## رودها و چشمه سارها
رودها و آبشارهای آن بیشتر فصلی می‌باشند که از اواخر زمستان تا اواسط بهار؛ پرآب و جاری هستند. امّا چشمه‌های آن همیشه پرآب و در حال جوشش می‌باشد که آب مناطق سه‌گانه ایرا یعنی محل، یاح و خارو را تأمین می‌کنند. آب شرب مورد نیاز اهالی از چشمه‌های سنگنو (ایرارجه)، نوارجه، یاح و خارو تأمین می‌گردد.

## تپّه‌ها و ناهمواری‌ها
روستای ایرا، به پلاک ۲۹ و ۳۰ منابع طبیعی بخش هفت آمل؛ شامل تپه‌ها و کوه‌های زیر است:
کوه زرین‌جک و گردنهٔ سایه‌خونی در شمال.
کوه‌های زردلاش، بندِبُن و دوبِرار در غرب.
درهٔ بَر اَفتُو، مرتع راه پشت املاء و کوه‌های هُماسان، املاء، قبله کَمَر و گُل اندام در جنوب.
درهٔ اسپه‌خاک و قلهٔ کوه سنگنو در شرق.

## یخچال‌های طبیعی
یخچالی طبیعی در زیر کوه گل‌اندام در دل صخره‌های بزرگ، به صورت چاهی به عمق حدود ۱۵ متر قرار دارد که برف و باران‌های زمستان در آن به صورت کریستال‌های سفید یخ ذخیره شده و محیط سردی را برای تمامی فصل‌های سال ایجاد می‌کند. در گذشته مردم از یخ‌های آن در مراسم و جشن‌های خود استفاده به عمل می‌آوردند. همچنین در مواردی از آن به عنوان انبار و محل نگهداری و ذخیره‌سازی گوشت و غذاها در طول سال نیز استفاده شده‌است.

## پوشش گیاهی منطقه
- گیاهان ساقه علفی یکساله[۳]
- دارویی:

گل گاو زبان، نعناع کوهی، پلنگ مشک، خاکشیر، باریجه، مورد، گلپر، آویشن، پونه (پتنیک)
- سبزی خوراکی:

شوال، کرک چک، لواس دم، بادرنجوبه، منّا، میچکا ترب، شِنگ، سیرچه، پیازچه، تَرم
- گیاهان بوته‌ای:

تمشک، گون (حاوی صمغ کتیرا)، توت فرنگی، خرگوشک، کَما، وَلها، چزِّک، گل محمّدی (تَلی گِله)
- گیاهان چند ساله:
- درختچه‌ها:

آلبالواک، زرشک
- درخت‌ها:

آلبالو، گیلاس، سیب، گلابی، زرد آلو، آلوطلائی، آغچه نبات، قیصی، هلو، فندق، گردو، ازگل، ولیگ، تبریزی، صنوبر، شاه توت، توت، فِک، کاج (وَرس)، کبوته، اوجا، بامشی فِک، سیب وحشی، گلابی وحشی

## افراد سرشناس
- حسن حسن‌زاده آملی: فیلسوف متأله، فقیه، عارف، منجم و مدرس دروس حوزوی
- احمد اخگر: نظامی، سیاستمدار، شاعر و روزنامه‌نگار ایرانی در دوره قاجاریه و پهلوی اول و دوم